# Huszár Gyula (építészmérnök)
Huszár Gyula (Rohonc, Ausztria, 1921 −) okleveles építészmérnök. Építészmérnöki oklevelének száma: 1995/1961. A Budapesti Műszaki és Gazdaságtudományi Egyetem Szenátusa 2011-ben aranydiploma adományozásával ismerte el értékes mérnöki tevékenységét.

## Életrajza

### Szakmai pályája
Az építészeti diploma megszerzését megelőzően 1942-ben a Magyar Királyi Bolyai János Honvéd Műszaki Akadémián tanult, 1950-ben a BME-n mérnöki oklevelet szerzett. Az építészmérnöki oklevél megszerzésére irányuló törekvését elsősorban a művészetek iránti érdeklődésének tulajdonítja. Művészeti tevékenysége igen széles körű. Festészeti, szobrász, ötvös és tűzzománc technikával készült alkotásai több önálló és csoportos kiállításon szerepeltek, valamint némelyek neves hazai múzeumokban megcsodálhatók. Első munkahelye 1939-től a Magyar Királyi Honvédség, ahol tényleges műszaki tiszt volt. 1950-től a Mélyépítési Tervező Vállalat (MÉLYÉPTERV) tervező mérnöke, ezt követően 1957-től az Út-, Vasúttervező Vállalat (UVATERV) Vasbeton-hídosztályának irányító tervezője, szakosztályvezetője majd osztályvezető helyettese nyugdíjazásáig. Főbb munkaterülete természetesen a hídtervezés volt, azon belül is leginkább vasbeton, ritkábban acélhidak, melyek közül sok ma is fémjelzi nevét, mint a budapesti Árpád híd margitszigeti felüljárójának átépítése, a Szegedi Izabella-híd valamint az Iraki Garmat Ali híd Bászrában. Ez utóbbi külföldi munkavállalásainak egyike.
Munkája során lehetősége nyílt eljutni Egyiptomba, Libanonba, Angliába, Algériába, Franciaországba és Németországba. Számos publikációja jelent meg a Mélyépítés-tudományi Szemlében, valamint szabadalommal rendelkezik a vasbeton ívhidak utófeszítéssel történő megerősítése terén.

## Jelentős alkotásai
- Budapest: Árpád híd margitszigeti felüljárójának átépítése;
- Szeged: Izabella-híd;
- Irak:  Garmat Ali híd Bászrában.